# Lobelia foliiformis
Lobelia foliiformis là loài thực vật có hoa trong họ Hoa chuông. Loài này được T.J.Zhang & D.Y.Hong mô tả khoa học đầu tiên năm 1992.